# Souňov
Souňov är en ort i Tjeckien.   Den ligger i regionen Mellersta Böhmen, i den centrala delen av landet, 70 km öster om huvudstaden Prag. Souňov ligger 296 meter över havet och antalet invånare är 115.
Terrängen runt Souňov är lite kuperad. Runt Souňov är det ganska glesbefolkat, med 31 invånare per kvadratkilometer. Närmaste större samhälle är Kolín, 18,4 km nordväst om Souňov. Trakten runt Souňov består till största delen av jordbruksmark.